# Вінниця (Пултуський повіт)
Вінниця (пол. Winnica) — село в Польщі, у гміні Вінниця Пултуського повіту Мазовецького воєводства.
Населення — 754 особи (2011).
У 1975-1998 роках село належало до Цехановського воєводства.

## Демографія
Демографічна структура станом на 31 березня 2011 року:
|          | Загалом | Допрацездатний вік | Працездатний вік | Постпрацездатний вік |
| -------- | ------- | ------------------ | ---------------- | -------------------- |
| Чоловіки | 371     | 97                 | 242              | 32                   |
| Жінки    | 383     | 97                 | 226              | 60                   |
| Разом    | 754     | 194                | 468              | 92                   |